# Joaquim Silva Pinto
Joaquim Dias da Silva Pinto (Lisboa, 6 de julho de 1935 — Lisboa, 8 de maio de 2022) foi um alto funcionário, empresário e político, ministro do último governo do Estado Novo, mas após a revolução de 25 de abril de 1974 foi deputado à Assembleia da República eleito nas listas do Partido Socialista pelo círculo eleitoral de Faro. Também se notabilizou como memorialista.

## Biografia
Licenciou-se em Direito pela Universidade de Lisboa em 1958, iniciando funções em 1959 na delegação do Instituto Nacional do Trabalho e Previdência (INTP) em Leiria. 
Católico e dirigenteJuventude Universitária Católica, integrou o governo de Marcello Caetano dos 33 aos 39 anos, numa preocupação renovadora. Foi próximo de Melo e Castro e Pinto Leite e da Ala Liberal. Em 1975, passou a viver em Madrid, começando como empregado e evoluindo com sucesso nos meios empresarial e associativo. Regressado a Portugal em 1981, colaborou em grandes empresas, que apoiou na área da internacionalização.
Como dirigente associativo, dentro e fora das nossas fronteiras, participou também em realizações dedicadas às problemáticas das PME e indústrias criativas. Docente universitário, especializou-se em organização empresarial. Após intervir no MASP, voltou à política activa durante cinco anos, sendo deputado à Assembleia da República e líder de bancada na Câmara Municipal de Oeiras. Veio a afastar-se do PS em oposição frontal a José Sócrates. Prossegue a sua actividade empresarial como administrador nas áreas financeira e comercial.